# Alma (curtmetratge)
Ànima és un curtmetratge d'animació per ordinador de terror de fantasia fosca, dirigit i produït el 2009 per l'exanimador de Pixar Rodrigo Blaas. Ha rebut un reconeixement notable als premis Fantastic Fest. La pel·lícula tracta d'una noia anomenada Alma que vaga per una ciutat deserta i una botiga.

## Sinopsi
En un dia fred a Barcelona, Alma surt errant per un carreró tranquil. Trobant un mur amb noms de diversos nens, després escriu el seu propi nom. Sorpresa per un soroll de taps mecànics al seu darrere, gira amb prudència i descobreix una nina, exposada en un aparador, que sembla idèntica a ella. Curiosament, intenta entrar a la botiga només per trobar que la porta està tancada. Frustrada, Alma llança una bola de neu a la porta. Pensant que la botiga està tancada, Alma comença a allunyar-se abans que la porta s'obri de cop. Alma entra a la botiga.
A mesura que entra Alma, se li presenta uns prestatges plens de nines. Entusiasmada, observa la nina de si mateixa sobre una taula. Tot dirigint-se cap a ella, ensopega amb una petita joguina d'un nen que va en bicicleta. Els joguets pedalen pel terra i es dirigeixen a la sortida, però la porta es tanca abans que la joguina pugui escapar. Alma comença a pujar un prestatge per arribar al ninot. En el moment en què toca la nina, es troba mirant la botiga de sota la perspectiva de la nina.
Incapaç de moure’s i quedar atrapats, Alma s'adona de totes les altres nines parpellegen els ulls vers ella. Immediatament s'aixeca una nina diferent a l'aparador de la botiga. Va segellar el destí escrivint el seu nom a la paret? O ja era escollida abans com la nina criada per l'embussatge mecànic?

## Adaptació a llargmetratge
A l'octubre de 2010, es va anunciar que DreamWorks Animation desenvolupava un llargmetratge d'animació basat en Alma. El director del curt, Rodrigo Blaas, tornarà a dirigir la pel·lícula, amb Guillermo del Toro com a productor executiu. Al novembre de 2011, es va informar que l'estudi contractava Megan Holley, escriptora de Sunshine Cleaning, per escriure un guió.
Del Toro, que també està ajudant en la història i el treball de disseny, va dir al juny de 2012 que la pel·lícula estava en desenvolupament visual.

## Premis
- Premi al millor curt animat al LA Shorts Fest.[7]
- Premi al millor curtmetratge animat a l'Animacor (el Festival Internacional d'Animació a Espanya).
- Premi a la millor Opera Prima a I Castelli Animati d'Itàlia.